# Тринадцать (фильм, 2003)
«Тринадцать» (англ. Thirteen) — американская малобюджетная независимая драма режиссёра Кэтрин Хардвик. Повествование ведётся о дружбе двух девочек-подростков 13-летнего возраста: Трэйси и Иви; а также непростой судьбе Мелани, матери Трэйси; о школьных буднях, непонимании, взрослении, первом опыте, и связанных с этим подростковых переживаниях. Исполнительница роли второго плана Холли Хантер за актёрскую работу в ленте выдвигалась на премии «Оскар», «Золотой глобус» и BAFTA.

## Сюжет
13-летняя Трэйси Фрилэнд — типичная отличница одной из средних школ Лос-Анджелеса. Её мать Мелани, недавно излечившаяся от алкогольной зависимости, старается поддерживать свою дочь. Трэйси не прогуливает школу и ведёт себя примерно.
Однажды Трэйси встречает Иви Замору, самую популярную девочку в её школе. У Трэйси возникает желание стать похожей на неё, хотя поначалу ей не удаётся привлечь внимание Иви. Вскоре Трэйси находит способ для знакомства: она крадёт у зазевавшейся богатой покупательницы, разговаривавшей по телефону, толстый кошелёк и идёт с ним к Иви. Они вместе с подругой Иви покупают себе разную одежду, которую не могли себе позволить до этого, и этот поступок становится началом дружбы девочек. В этот же день Трэйси приводит Иви к себе домой и знакомит со своим старшим братом Мэйсоном, таким же правильным, как она, и со своей матерью Мелани. Иви очень быстро находит со всеми общий язык, так как она довольно раскованная, обаятельная и умеет нравиться.
Но Иви — не простая девочка. Она растёт без родителей, а её опекуном является страдающая от алкоголизма тётя Брук, которая пытается устроиться актрисой всеми возможными способами; она никогда не подавала хорошего примера для своей племянницы. Проводя большую часть своего времени вне дома, Иви усвоила уличный образ жизни: распитие алкогольных напитков, курение, наркотики, кражи, беспорядочный секс.
Мелани также не уделяла должного внимания дочери, концентрируя большую часть своего времени на работе и любовниках, а также на проблеме катастрофической нехватки денег, а отец девочки бросил их, когда Трэйси была ещё совсем маленькой. Поэтому между девочками становится всё больше общего, в совокупности с проблемами взросления и непонимания. Они начинают творить разные непотребные вещи, чтобы обратить на себя внимание, развлечься или провести время. Иви сообщает Мелани, что Брук уехала из города на две недели, и переселяется к Трэйси домой. Под влиянием подруги Трэйси прокалывает себе язык в тату-салоне, а пупок — в домашних условиях, затем начинает заниматься членовредительством, воровать, пить, курить, заниматься сексом.
Вскоре Мелани начинает осознавать, что Иви пора к себе домой, поскольку с её приходом ссоры в их доме участились, а отношения с дочерью стали разрушаться. Мелани везёт девочек в дом Иви и узнаёт, что её тётя не отвечает на звонки, поскольку скрывается из-за неудачной пластической операции. Иви просит Мелани удочерить её, но она отказывается. Трэйси поддерживает мать и призывает Иви остаться с тётей. Иви впадает в истерику, воспринимая это как предательство со стороны Трэйси и её матери.
Позже Иви игнорирует Трэйси в школе и настраивает против неё своих друзей. В итоге Иви мстит бывшей подруге, заявляя тёте, что Трэйси плохо влияла на неё. Они с опекуншей приходят в её дом и находят все заначки, причём Иви делает вид, что это всё дело рук Трэйси. После эмоциональной перепалки Иви и Брук заявляют о переезде и покидают дом Фрилэндов. В финале Мелани и её дочь засыпают на кровати, и Трэйси снится сон, в котором она в одиночестве катается на карусели в парке.

## В ролях
| Актёр             | Роль           |
| ----------------- | -------------- |
| Эван Рейчел Вуд   | Трэйси Фрилэнд |
| Никки Рид         | Иви Замора     |
| Холли Хантер      | Мелани Фрилэнд |
| Джереми Систо     | Брэди          |
| Брэди Корбет      | Мэйсон Фрилэнд |
| Ванесса Хадженс   | Ноел           |
| Дебора Кара Ангер | Брук Лалэйн    |
| Кип Парду         | Люк            |

## Съёмочная группа
- Режиссёр — Кэтрин Хардвик
- Сценарий — Кэтрин Хардвик, Никки Рид
- Оператор — Эллиот Дэвис
- Монтаж — Ненси Ричардсон
- Художник-постановщик — Эллиот Дэвис
- Композиторы — Марк Мазерсбо, Лиз Фэир, Кэти Роуз
- Продюсеры — Тим Беван, Лиза Чейсин, Эрик Феллнер

## Художественные особенности
Сценарий к фильму был подготовлен в соавторстве режиссёром фильма Кэтрин Хардвик и Никки Рид (которая играет одну из главных ролей). Этот автобиографический фильм основан на личном опыте Никки, который произошёл с ней в возрасте 12–13 лет. Сценарий был написан за шесть дней, и первоначально фильм являлся комедийным. Картина вызвала полемику в связи с её релизом, поскольку в ней рассматриваются такие темы, как сексуальное поведение несовершеннолетних, наряду с наркоманией и алкоголизмом, а также самоистязания и причинение вреда.

## Саундтрек
Композитор — Марк Мазерсбоу. В фильме присутствуют песни Liz Phair, Folk Implosion, Katy Rose и MC 900 Ft. Jesus.